# Xã Jones, Quận Newton, Arkansas
Xã Jones (tiếng Anh: Jones Township) là một xã thuộc quận Newton, tiểu bang Arkansas, Hoa Kỳ. Năm 2010, dân số của xã này là 29 người.